# Téné
Téné is een gemeente (commune) in de regio Ségou in Mali. De gemeente telt 20.700 inwoners (2009).